# (400351) 2007 VK91
(400351) 2007 VK91 es un asteroide perteneciente al cinturón de asteroides descubierto el 7 de noviembre de 2007 por el equipo del Lincoln Near-Earth Asteroid Research desde el Laboratorio Lincoln, Socorro, Nuevo México, Estados Unidos.

## Designación y nombre
Designado provisionalmente como 2007 VK91.

## Características orbitales
2007 VK91 está situado a una distancia media del Sol de 2,651 ua, pudiendo alejarse hasta 2,814 ua y acercarse hasta 2,488 ua. Su excentricidad es 0,061 y la inclinación orbital 20,81 grados. Emplea 1577,08 días en completar una órbita alrededor del Sol.

## Características físicas
La magnitud absoluta de 2007 VK91 es 16. 